# Zhang Weiying
Zhang Weiying (en chino, 张维迎; pinyin, Zhāng Wéiyíng; nacido en 1959) es un economista chino y exdirector de la Escuela de Administración de Guanghua de la Universidad de Pekín. Es conocido por su defensa del libre mercado y sus ideas han sido influenciadas por la escuela austriaca.

## Biografía
Zhang Weiying se graduó con una licenciatura en 1982 y una maestría en 1984, de la Northwest University (China). Recibió su M. Phil. en economía en 1992 y D. Phil. en economía de la Universidad de Oxford. Los supervisores de su D. Phil. fueron James Mirrlees ( Premio Nobel de 1996) y Donald Hay. Entre 1984 y 1990, fue investigador del Instituto de Reforma del Sistema Económico de China bajo la Comisión Estatal de Reestructuración del Sistema Económico. Durante este período, estuvo muy involucrado en la formulación de políticas de reforma económica en China. Fue el primer economista chino que propuso la "reforma del sistema de precios de doble vía" (en 1984). También fue conocido por sus contribuciones al debate sobre políticas de macrocontrol, el debate sobre la reforma de la propiedad y los estudios sobre el espíritu empresarial. Después de graduarse de Oxford, cofundó el Centro de Investigación Económica de China (CCER por sus siglas en inglés), Universidad de Pekín en 1994, y trabajó con el Centro primero como catedrático y luego como profesor hasta agosto de 1997. Luego se trasladó a la Escuela de Administración de Guanghua de la Universidad de Pekín en septiembre de 1997. Fue removido como Decano de la Escuela de Administración de Guanghua en 2010; la remoción se atribuyó a sus opiniones radicales, que lo distrajeron de las responsabilidades de ser decano, según un maestro de la escuela.
Zhang Weiying es profesor de economía en la Escuela Nacional de Desarrollo de la Universidad de Pekín.